# Baeopogon
A Baeopogon a madarak osztályának verébalakúak (Passeriformes) rendjébe és a bülbülfélék (Pycnonotidae) tartozó családja tartozó nem.

## Rendszerezés
A nembe az alábbi 2 faj tartozik:
- fehérfarkú bülbül (Baeopogon indicator)
- Sjöstedt-bülbül (Baeopogon clamans)